# 727 a.C.

## Eventos
- O etíope Sabacão captura o faraó egípcio Bócoris e o queima vivo. Sabacão reina por oito anos.[1]
- Acaz, no último ano de seu reinado em Judá, nomeia seu filho Ezequias como vicerrei. Ezequias reinou vinte e nove anos em Jerusalém.[1]
- Jugeau ou Juleu, rei da Babilônia. Ele reinou por cinco anos.[1]
- Hipomene, quarto arconte decenial de Atenas.[2][3][Nota 1]

## Mortes
- Bócoris, faraó do Egito, queimado vivo por Sabacon.[1]